# فابیو ژالو
فابیو ژالو (انگلیسی: Fábio Jaló؛ زادهٔ ۱۸ نوامبر ۲۰۰۵) بازیکن فوتبال اهل پرتغال است که در حال حاضر برای باشگاه فوتبال بارنزلی بازی می‌کند. 
وی همچنین در تیم‌های ملی فوتبال زیر ۱۸ سال پرتغال و زیر ۱۹ سال پرتغال بازی کرده است.